# Вазне-Сар (Талеш)
Вазне-Сар (перс. وزنه سر) — село в Ірані, у дегестані Тула-Руд, у Центральному бахші, шагрестані Талеш остану Ґілян. За даними перепису 2006 року, його населення становило 53 особи, що проживали у складі 12 сімей.

## Клімат
Середня річна температура становить 13,03 °C, середня максимальна – 29,36 °C, а середня мінімальна – -4,84 °C. Середня річна кількість опадів – 349 мм.
| Клімат поселення                              | Клімат поселення | Клімат поселення | Клімат поселення | Клімат поселення | Клімат поселення | Клімат поселення | Клімат поселення | Клімат поселення | Клімат поселення | Клімат поселення | Клімат поселення | Клімат поселення | Клімат поселення |
| Показник                                      | Січ.             | Лют.             | Бер.             | Квіт.            | Трав.            | Черв.            | Лип.             | Серп.            | Вер.             | Жовт.            | Лист.            | Груд.            |                  |
| Середній максимум, °C                         | 10,41            | 11,03            | 12,93            | 18,99            | 23,12            | 29,00            | 29,28            | 29,36            | 24,85            | 19,72            | 14,33            | 9,38             |                  |
| Середня температура, °C                       | 2,78             | 3,41             | 5,31             | 11,38            | 15,50            | 21,39            | 24,22            | 24,30            | 19,82            | 14,67            | 9,30             | 4,32             |                  |
| Середній мінімум, °C                          | −4,84            | −4,21            | −2,32            | 3,75             | 7,88             | 13,75            | 19,18            | 19,26            | 14,75            | 9,62             | 4,24             | −0,73            |                  |
| Норма опадів, мм                              | 31               | 31               | 53               | 57               | 31               | 10               | 8                | 8                | 13               | 27               | 32               | 48               |                  |
| Середньомісячна швидкість вітру, м/с          | 1.95             | 2.54             | 2.76             | 2.72             | 2.56             | 2.67             | 2.94             | 2.75             | 2.14             | 1.81             | 1.94             | 1.99             |                  |
| Середньомісячна сонячна радіація, кДж/м²·день | 7531             | 10018            | 12367            | 16484            | 20821            | 24655            | 25310            | 22009            | 18265            | 12554            | 9192             | 7170             |                  |
| --------------------------------------------- | ---------------- | ---------------- | ---------------- | ---------------- | ---------------- | ---------------- | ---------------- | ---------------- | ---------------- | ---------------- | ---------------- | ---------------- | ---------------- |
| Джерело:                                      |                  |                  |                  |                  |                  |                  |                  |                  |                  |                  |                  |                  |                  |